# Resolució 1407 del Consell de Seguretat de les Nacions Unides
La Resolució 1407 del Consell de Seguretat de les Nacions Unides fou adoptada per unanimitat el 3 de maig de 2002. Després de recordar les resolucions sobre la situació a Somàlia, especialment la Resolució 733 (1992), el Consell va demanar al Secretari General de les Nacions Unides establir un equip per avaluar els requisits d'un grup d'experts per supervisar les violacions de l'embargament d'armes contra el país.

## Resolució

### Observacions
El Consell de Seguretat va expressar la seva preocupació pel continu tràfic d'armes i munició a Somàlia des d'altres països que minaven la pau, la seguretat i els esforços de reconciliació política i nacional al país. Va donar la benvinguda a la propera visita del president del Comitè del Consell de Seguretat establert a la Resolució 751 (1992) a Somàlia i al seu informe posterior.

### Actes
Actuant sota el Capítol VII de la Carta de les Nacions Unides, el Consell es va dirigir al secretari general Kofi Annan perquè creés un equip de dos experts durant 30 dies dins d'un mes a partir de l'aprovació de la resolució actual per preparar per establir un panell d'experts per proporcionar informació sobre les violacions de l'embargament d'armes contra Somàlia i formular recomanacions.
El Consell va exigir que el grup investigués les violacions de l'embargament d'armes per terra, aire i mar; detallés informació relacionada amb les violacions i l'execució de l'embargament; dugués a terme investigacions sobre el terreny a Somàlia i altres països; avalués la capacitat dels estats de la regió per implementar plenament l'embargament d'armes, inclosa la revisió de les duanes i el control fronterer nacionals; i recomanés mesures per reforçar la seva aplicació. Es va demanar al president que presentés l'informe de l'equip d'experts al Consell on s'examinaran i actuaran les seves conclusions a final de juliol de 2002. També va demanar la cooperació plena dels estats veïns, el Govern Nacional de Transició (GNT) a Somàlia i altres entitats o persones, proporcionant accés sense restriccions a la informació de l'equip d'experts i al president de la Comissió; les instàncies d'incompliment s'informarien al Consell.
La resolució també va instruir el secretari general que contribuís a controlar i fer complir l'embargament d'armes a través de la cooperació amb el GNT, les autoritats locals i els líders civils o religiosos. Es va demanar a tots els estats que procuressin informació sobre les violacions de l'embargament i foren requerides a més per informar en un termini de 60 dies i d'acord amb un calendari posterior sobre les mesures que havien pres per implementar l'embargament d'armes.